# Platyptilia rufamaculata
Platyptilia rufamaculata – gatunek motyli z rodziny piórolotkowatych.
Gatunek ten opisany został w 2011 roku przez Ceesa Gielisa na podstawie ośmiu samców.
Motyl o ciele rdzawym z ochrowordzawymi czułkami i końcówką odwłoka. Na ochrowych odnóżach tylnych ma brązowe pierścienie. Czułki ma krótko orzęsione. Przednie skrzydła mają rozpiętość 12 mm, wcięte są od 4/7 długości, z obu stron są rdzawe z niewyraźnymi, ochrowymi kropkami. Tylne skrzydła również obustronnie rdzawe, od spodu z czarnymi łuskami wzdłuż żyłek i ochrowym nakrapianiem. Strzępiny przednich skrzydeł są szare do ciemnoszarych, tylnych zaś szare z czarnymi łuskami na wierzchu trzeciego piórka. Samiec ma symetryczne walwy, podługowaty i słabo zesklerotyzowany sakulus oraz szeroki i tępy unkus.
Owad afrotropikalny, znany z lasu Arabuko-Sokoke i Parku Narodowego Tsavo w Kenii.